# Hagen Krämer
 Hagen Krämer  (* 1963) ist ein deutscher Ökonom. Seit 1999 lehrt er Volkswirtschaftslehre an der Hochschule Karlsruhe.

## Leben
Von 1983 bis 1989 studierte er Wirtschaftswissenschaften an der Universität Bremen sowie der New School for Social Research in New York. Im Jahr 1995 wurde er an der Universität Bremen zum Dr. rer. pol. promoviert. Im Anschluss war er mehrere Jahre für die Daimler-Benz AG, die Daimler-Benz InterServices AG bzw. DaimlerChrysler Services AG in Stuttgart und Berlin tätig. 2003 war Krämer Gründungsmitglied der Keynes-Gesellschaft. Er war Gastwissenschaftler am Deutschen Institut für Wirtschaftsforschung, dem Institut für Makroökonomie und Konjunkturforschung (IMK), am Fraunhofer-Institut für System- und Innovationsforschung und an der Karl-Franzens-Universität Graz. Er war außerdem Gastprofessor an der Graduate Faculty der New School for Social Research in New York und an der School of Political Science and Economics der Meiji University in Tokio.
Er ist Mitglied im Ausschuss für die Geschichte der Wirtschaftswissenschaften und im Wirtschaftspolitischen Ausschuss des Vereins für Socialpolitik und war von 2018 bis 2024 Member of the Council der European Society for the History of Economic Thought (ESHET). Seit 2025 ist er Vorsitzender der Keynes Gesellschaft.

## Forschung
Hagen Krämers Forschungsschwerpunkte liegen in der Theorie und Empirie der Einkommens- und Vermögensverteilung, der Dienstleistungsökonomik und Digitalisierung sowie der Geschichte des ökonomischen Denkens. Er ist Mitautor zahlreicher Monographien sowie Publikationen in wissenschaftlichen Fachzeitschriften und Sammelbänden. In seinem im Jahr 2019 erschienenen Buch Sparen und Investieren im 21. Jahrhundert. Die Große Divergenz, das er zusammen mit Carl Christian von Weizsäcker verfasst hat, beschäftigt sich Hagen Krämer mit der Rolle des Staates in Zeiten zunehmender Sparneigung und abnehmender Investitionsneigung. Im Jahr 2021 veröffentlichten Carl Christian von Weizsäcker und Hagen Krämer mit Saving and Investment in the Twenty-First Century. The Great Divergence open access eine erweiterte und aktualisierte englischsprachige Fassung. Gemeinsam mit Christian Proaño und Mark Setterfield veröffentlichte er 2023 das Buch Capitalism, Inclusive Growth, and Social Protection. Inherent Contradiction or Achievable Vision? In diesem Buch wird ein theoretischer Ansatz zur Untermauerung einer fortschrittlichen Wirtschaftspolitik weiterentwickelt, bei dem zentrale Elemente von Marx (Verteilungskonflikte), Keynes (effektive Nachfrage) und Schumpeter (Innovationen) miteinander verknüpft werden (MKS-System). Darüber hinaus forscht Hagen Krämer zu den Themen technischer Fortschritt, Dienstleistungen und Strukturwandel und er befasst sich insbesondere mit der sogenannten Kostenkrankheit (Baumolscher Kosteneffekt) von Dienstleistungen.

## Publikationen (Auswahl)
- hrsg. mit Harald Hagemann: Keynes 2.0 – Perspektiven einer modernen keynesianischen Wirtschaftstheorie und Wirtschaftspolitik. Metropolis, Marburg 2011.
- hrsg. mit Heinz D. Kurz und Hans-Michael Trautwein: Macroeconomics and the History of Economic Thought (= Routledge Studies in the History of Economics, Band 144). Routledge, London 2012.
- mit Carl Christian von Weizsäcker: Sparen und Investieren im 21. Jahrhundert. Die Große Divergenz. Springer, Heidelberg und Berlin 2019.
- mit Carl Christian von Weizsäcker: Saving and Investment in the 21st Century. The Great Divergence. Springer, Cham 2021. doi.org/10.1007/978-3-030-75031-2_7
- hrsg. mit Johannes Schmidt: Wirtschaftspolitische Beratung in der Krise, Schriften der Keynes-Gesellschaft Band 15. Metropolis, Marburg 2021.
- mit Jochen Hartwig: The Growth Disease at 50 – Baumol after Oulton, in: Structural Change and Economic Dynamics, Volume 51, Dezember 2019, S. 463–471, doi:10.1016/j.strueco.2019.02.006
- mit Jochen Hartwig: Baumol’s Cost Disease in Times of Rising Income Inequality, in: Research in the History of Economic Thought and Methodology, Vol. 40B, S. 27–48. doi.org/10.1108/S0743-41542022000040B004
- mit Christian Proaño und Mark Setterfield: Capitalism, Inclusive Growth, and Social Protection: Inherent Contradiction or Achievable Vision?, Edward Elgar Publishing, Cheltenham (UK), Northampton (MA). doi.org/10.4337/9781786433077
- What are Services? Misconceptions and Neglected Insights from the Productivity Controversy in the Classical Period, in: European Journal of the History of Economic Thought, Vol. 30, No. 6. doi.org/10.1080/09672567.2023.2292804